# Богуславский гидролого-гидрохимический стационар Киевского университета
Богуславский гидролого-гидрохимический стационар Киевского национального университета имени Тараса Шевченко — учебно-научное подразделение в городе Богуслав (город) Киевской области на реке Рось (бассейн Днепра, лесостепная зона).
Используется для проведения летних учебных практик по гидрометрии и полевой гидрохимии студентов 2-го курса кафедры гидрологии и гидроэкологии географического факультета университета и проведения экспериментальных научно-исследовательских работ по гидрологии и гидрохимии на малых водосборах.

## Научные исследования
Основан в 1981 года по инициативе заведующего кафедрой гидрологии и гидрохимии доктора географических наук, профессора, заслуженного деятеля науки и техники Украины В.И. Пелешенко.
В 1985 году научным руководителем гидрологических и гидрохимических исследований на Богуславском гидролого-гидрохимическом стационаре (БГГС) был назначен старший научный сотрудник проблемной научно-исследовательской лаборатории гидрохимии, кандидат географических наук В.К. Хильчевский, который с 2000 г. стал заведующим кафедрой гидрологии и гидрохимии (с 2002 года — кафедра гидрологии и гидроэкологии).
По материалам гидрологических и гидрохимических исследований речных вод Роси, малых водосборов (реки Бутеня и Богуславка), поверхностно-склонового стока (ложбины на полях, в лесу, стоковые площадки), проб атмосферных осадков были разработаны методики по оценке влияния агрохимических средств на качество речных вод, получены новые данные по содержанию и режиму главных ионов, биогенных веществ и микроэлементов в водах поверхностно-склонового стока.
Подготовлены и защищены сотрудниками университета кандидатские и докторские диссертации по специальности 11.00.07 — гидрология суши, водные ресурсы, гидрохимия ( С.И. Снежко, В.В. Гребень, В.К. Хильчевский, В.И. Осадчий). Результаты исследований на БГГС использованы при написании монографии по р. Рось, публикуются в научном сборнике «Гидрология, гидрохимия и гидроэкология».
Научные исследования выполняются в содружестве с учёными Украинского научно-исследовательского гидрометеорологического института МЧС Украины и НАН Украины.

## Учебная практика
Гидрометрическая практика студентов кафедры гидрологии и гидроэкологии географического факультета Киевского национального университета имени Тараса Шевченко предусматривает углубение знаний по лекционному курсу «Гидрометрия»: получение студентами навыков выполнения измерений глубин в поперечнике реки Рось, измерения скорости течения, расчётов расходов воды реки, наблюдений за температурой воды реки.
Полевая гидрохимическая практика предусматривает углубление знаний по лекционному курсу «Основы гидрохимии», получение практических навыков по отбору и маркировке проб воды, определению химического состава различных типов природных вод, проведению гидрохимической съемки участка Роси; ознакомление с работой водопроводной станции г. Богуслава и сооружений по очистке городских сточных вод.
Более 20 лет с начала основания БГГС руководил практикой доцент Н.Г. Галущенко, продолжили эту работу доценты С.С. Дубняк и В.Н. Савицкий.
На стационаре проходят практику также студенты кафедры геодезии и картографии географического факультета университета, в предыдущие годы — студенты кафедры метеорологии и климатологии, курсанты-картографы Военного института Киевского национального университета имени Тараса Шевченко.